# Trał przeciwminowy

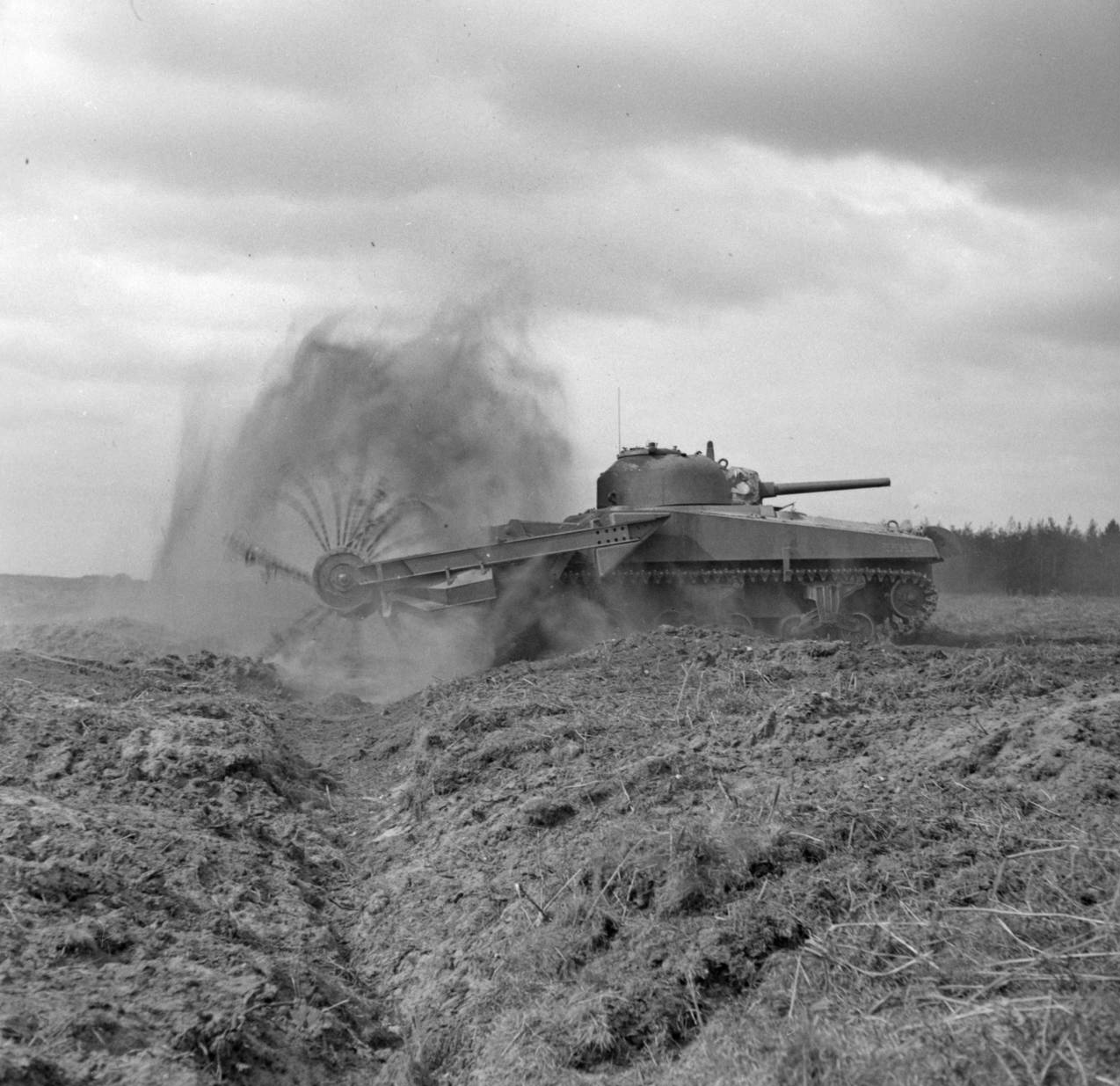
Trał przeciwminowy zamontowany na Shermanie, 1944

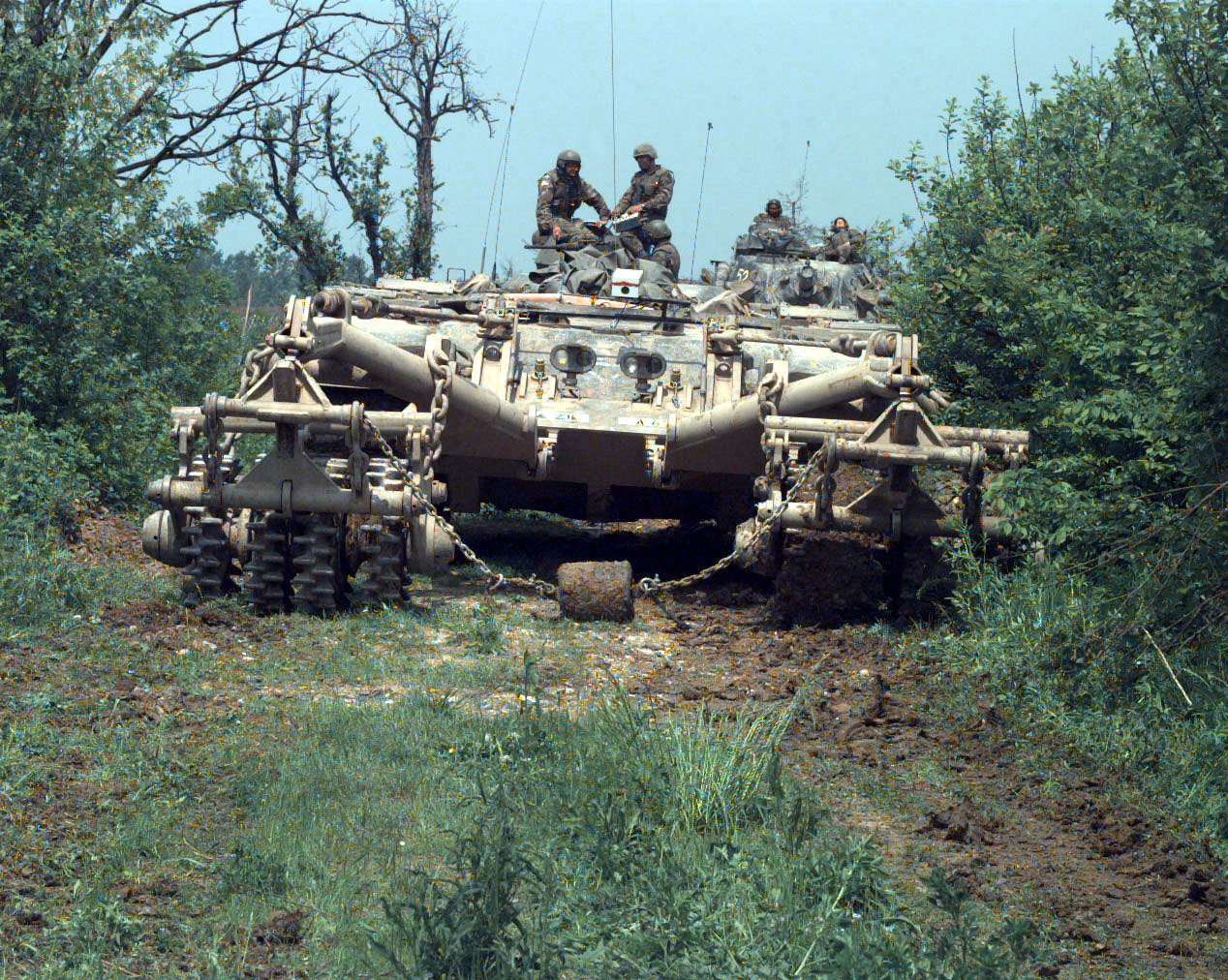
Zdalnie sterowany trał przeciwminowy na podwoziu czołgu M60 podczas operacji „Joint Endeavor” (Bośnia i Hercegowina, 1996)

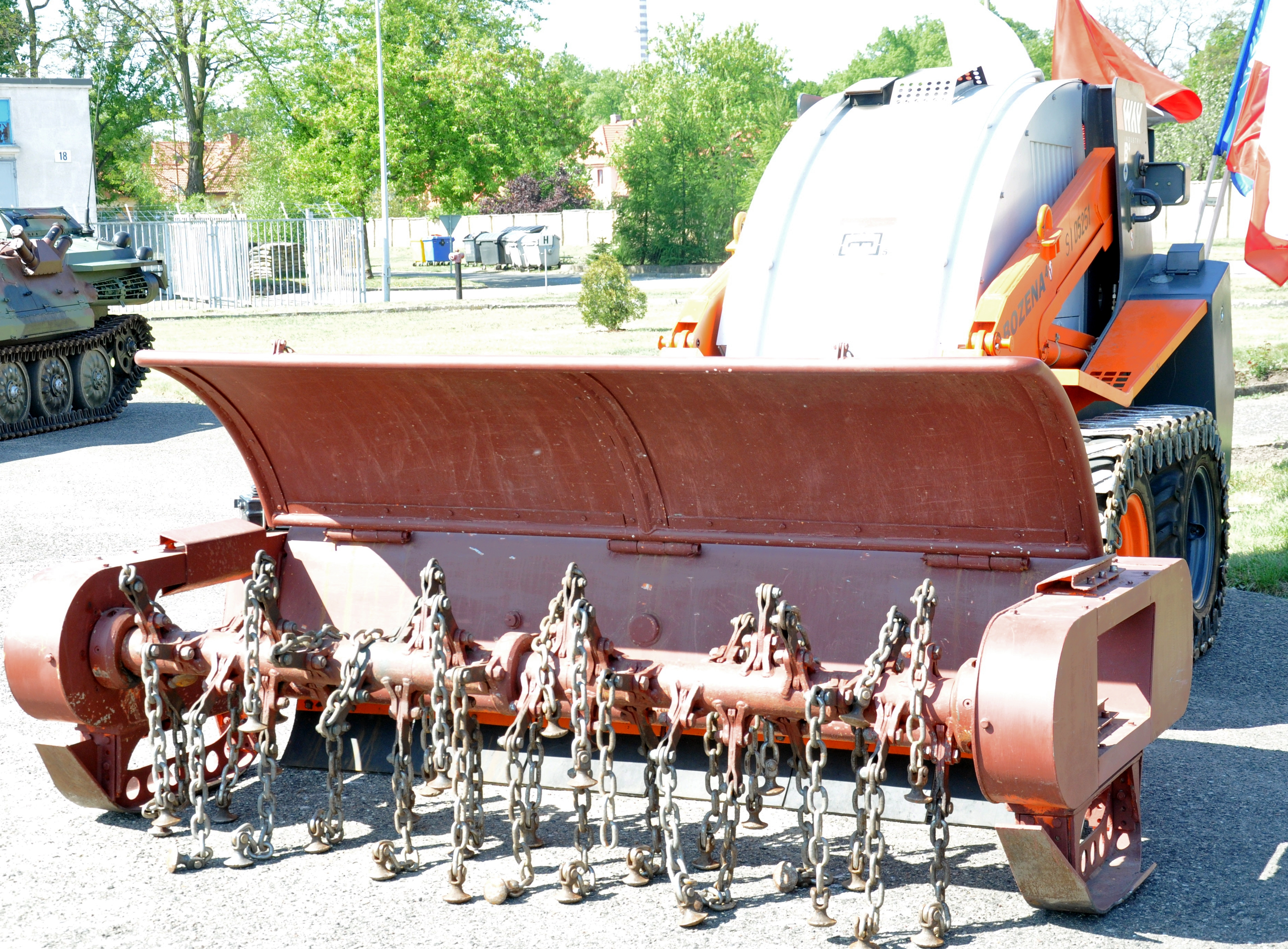
Trał przeciwminowy Božena 4, 2011

Trał przeciwminowy – urządzenie do niszczenia lub przesuwania min lądowych, zarówno przeciwpiechotnych jak i przeciwpancernych oraz min morskich.
Trały mogą mieć różne konstrukcje. Niektóre wyorują i odsuwają miny poza szerokość pojazdu za pomocą specjalnego lemiesza. Trał mogą też tworzyć grube łańcuchy przymocowane do obracającego się, ustawionego poziomo walca – takie trały były instalowane w specjalnej wersji amerykańskiego czołgu M4 Sherman, o nazwie Sherman Crab; podobna jest zasada zdalnie kierowanego słowackiego trału przeciwminowego Božena 4. 
Niektóre dawne trały wyglądały jak zwykły walec z przyspawanymi kolcami – taka wersja była montowana na brytyjskich czołgach Mk II Matilda o nazwie Scorpion. Na podobnej zasadzie działają trały stosowane np. w latach 90. XX wieku przez siły IFOR w Bośni i Hercegowinie.
Sposób pracy trału polega na wywieraniu nacisku statycznego lub uderzenia w minę, co powoduje jej zadziałanie lub wydobyciu min spod powierzchni i usunięciu ich na bok. Powstaje w ten sposób przejście w polu minowym o odpowiedniej szerokości. Ze względu na sposób pracy rozróżnia się trały naciskowe, do których należą trały walcowe i tarczowe, uderzeniowe (łańcuchowe) oraz wykopujące (nożowe i pługowe).